# 龙川西站
龙川西站，位于中华人民共和国广东省河源市龙川县佗城镇，是京港高速铁路赣深段和龙龙高速铁路上的火车站。

## 概况
龙川西站设计为高架站，共设4站台12股道，其中正线4条、到发线8条，站台长度450米、宽度12米，是赣深高铁全线河源段内最大站点。龙川西站还将作为赣深高铁与龙龙铁路的交汇站，开通运营后将成为连接粤港澳大湾区与中原城市群、长三角地区线路上的一个高速铁路枢纽。2021年12月10日通车启用。

## 利用状况
截至2025年1月5日全国铁路季度调图，龙川西站办理营业客车114列车，其中上行61列、下行53列。